# Achille Manzotti
Achille Manzotti (Fara Gera d'Adda, 10 novembre 1943 – Roma, 20 luglio 2007) è stato un produttore discografico, produttore cinematografico, sceneggiatore e produttore televisivo italiano.

## Biografia
Inizialmente lavora come produttore discografico, in particolare produce i dischi di Cochi e Renato pubblicati dalla Derby. Passa in seguito alla produzione cinematografica con i film Luna di miele in tre (1976) di Carlo ed Enrico Vanzina e Sturmtruppen di Salvatore Samperi, con Renato Pozzetto e Cochi Ponzoni, tratto dall'omonima serie a fumetti di Bonvi.
Nel corso degli anni ottanta la sua produzione si contraddistingue per i sodalizi con i fratelli Vanzina e con Castellano e Pipolo, nella realizzazione di campioni d'incasso italiani di genere commedia come Il ragazzo di campagna di Castellano e Pipolo (1984), È arrivato mio fratello (1985), Le finte bionde (1988), Fratelli d'Italia (1989). 
Manzotti produce anche pellicole di altro genere quali Sotto il vestito niente (1985) tratto dal romanzo di Paolo Pietroni e diretto da Carlo Vanzina e Due occhi diabolici (1990) di George A. Romero e Dario Argento. Stanco di produrre film commerciali di qualità relativa, e desideroso di dedicarsi al cinema impegnato, nel 1984 Manzotti produce Nanni Moretti in Bianca e, ancora, nel 1985 ne La messa è finita (Orso d'argento al festival di Berlino del 1986). Manzotti è uno dei produttori di Così fan tutte (1992), film erotico interpretato da Claudia Koll e diretto dal maestro dell'erotismo italiano Tinto Brass.
Manzotti è stato anche sceneggiatore per Sotto il vestito niente II (1988), Farfalle (1997) e Amico mio e Amico mio 2 (1998), oltre che attore in Sturmtruppen. 
Per la distribuzione dei propri film (e di altri su licenza) nell`allora emergente mercato dell`home video, negli anni ottanta crea la "Manzotti Home Video" con il cui marchio vengono distribuiti numerosi blockbuster.
Muore a Roma all'età di 63 anni in una clinica privata dopo una breve lotta contro un carcinoma dell'esofago.

## Filmografia

### Produttore
- Luna di miele in tre, regia di Carlo Vanzina (1976)
- Sturmtruppen, regia di Salvatore Samperi (1976)
- Ecco noi per esempio..., regia di Sergio Corbucci (1977)
- Saxofone, regia di Renato Pozzetto (1978)
- Giallo napoletano, regia di Sergio Corbucci (1978)
- Per vivere meglio divertitevi con noi, regia di Flavio Mogherini (1978)
- La patata bollente, regia di Steno (1979)
- Uno contro l'altro, praticamente amici, regia di Bruno Corbucci (1980)
- Fico d'India, regia di Steno (1980)
- Nessuno è perfetto, regia di Pasquale Festa Campanile (1981)
- La casa stregata, regia di Bruno Corbucci (1982) – collaborazione
- Porca vacca, regia di Pasquale Festa Campanile (1982)
- Cercasi Gesù, regia di Luigi Comencini (1982)
- La ragazza di Trieste, regia di Pasquale Festa Campanile  (1982)
- Un povero ricco, regia di Pasquale Festa Campanile (1983)
- Mani di fata, regia di Steno (1983)
- Bonnie e Clyde all'italiana, regia di Steno (1983)
- Storia di Piera, regia di Marco Ferreri (1983)
- Questo e quello, regia di Sergio Corbucci (1983)
- Il ragazzo di campagna, regia di Castellano e Pipolo (1984)
- Bianca, regia di Nanni Moretti (1984)
- Il futuro è donna, regia di Marco Ferreri (1984)
- È arrivato mio fratello, regia di Castellano e Pipolo (1985)
- Colpi di luce, regia di Enzo G. Castellari (1985)
- Sogni e bisogni, regia di Sergio Citti – miniserie TV (1985)
- Sotto il vestito niente, regia di Carlo Vanzina (1985)
- La messa è finita, regia di Nanni Moretti (1985)
- La Bonne, regia di Salvatore Samperi (1986)
- Da grande, regia di Franco Amurri (1987)
- Gli invisibili, regia di Pasquale Squitieri (1988)
- Étoile, regia di Peter Del Monte (1988)
- La visione del sabba, regia di Marco Bellocchio (1988)
- Sotto il vestito niente II, regia di Dario Piana (1988)
- Casa mia casa mia..., regia di Neri Parenti (1988)
- Fratelli d'Italia, regia di Neri Parenti (1989)
- Le finte bionde, regia di Carlo Vanzina (1989)
- DNA formula letale, regia di George Eastman (1989)
- Burro, regia di José María Sánchez (1989)
- Stradivari, regia di Giacomo Battiato (1988)
- Due occhi diabolici, regia di Dario Argento e George A. Romero (1990)
- La casa 5, regia di Claudio Fragasso (1990)
- Ostinato destino, regia di Gianfranco Albano (1992)
- Così fan tutte, regia di Tinto Brass (1992)
- Amico mio – serie TV (1993)
- Farfalle, regia di Roberto Palmerini (1997)
- Un prete tra noi – serie TV (1997)
- Amico mio 2 – serie TV (1998)
- Mio figlio ha 70 anni, regia di Giorgio Capitani – miniserie TV (1999)
- Camici bianchi, regia di Stefano Amatucci e Fabio Jephcott (2001)
- Era mio fratello, regia di Claudio Bonivento (2007)

### Sceneggiatore
- Sotto il vestito niente II (1988) – storia e sceneggiatura
- Farfalle (1997) – sceneggiatore
- Amico mio 2 – miniserie TV (1998) - storia
- Casa famiglia - miniserie TV (2001)

### Attore
- Sturmtruppen, regia di Salvatore Samperi (1976)